# جويل برودسكي
جويل برودسكي (بالإنجليزية: Joel Brodsky)‏ هو مصور أمريكي، ولد في 7 أكتوبر 1939 في بروكلين في الولايات المتحدة، وتوفي في 1 مارس 2007 في ستامفورد في الولايات المتحدة بسبب نوبة قلبية.

## وصلات خارجية
- جويل برودسكي على موقع ميوزك برينز (الإنجليزية)
- جويل برودسكي على موقع ديسكوغز (الإنجليزية)